# Göran Rosenberg

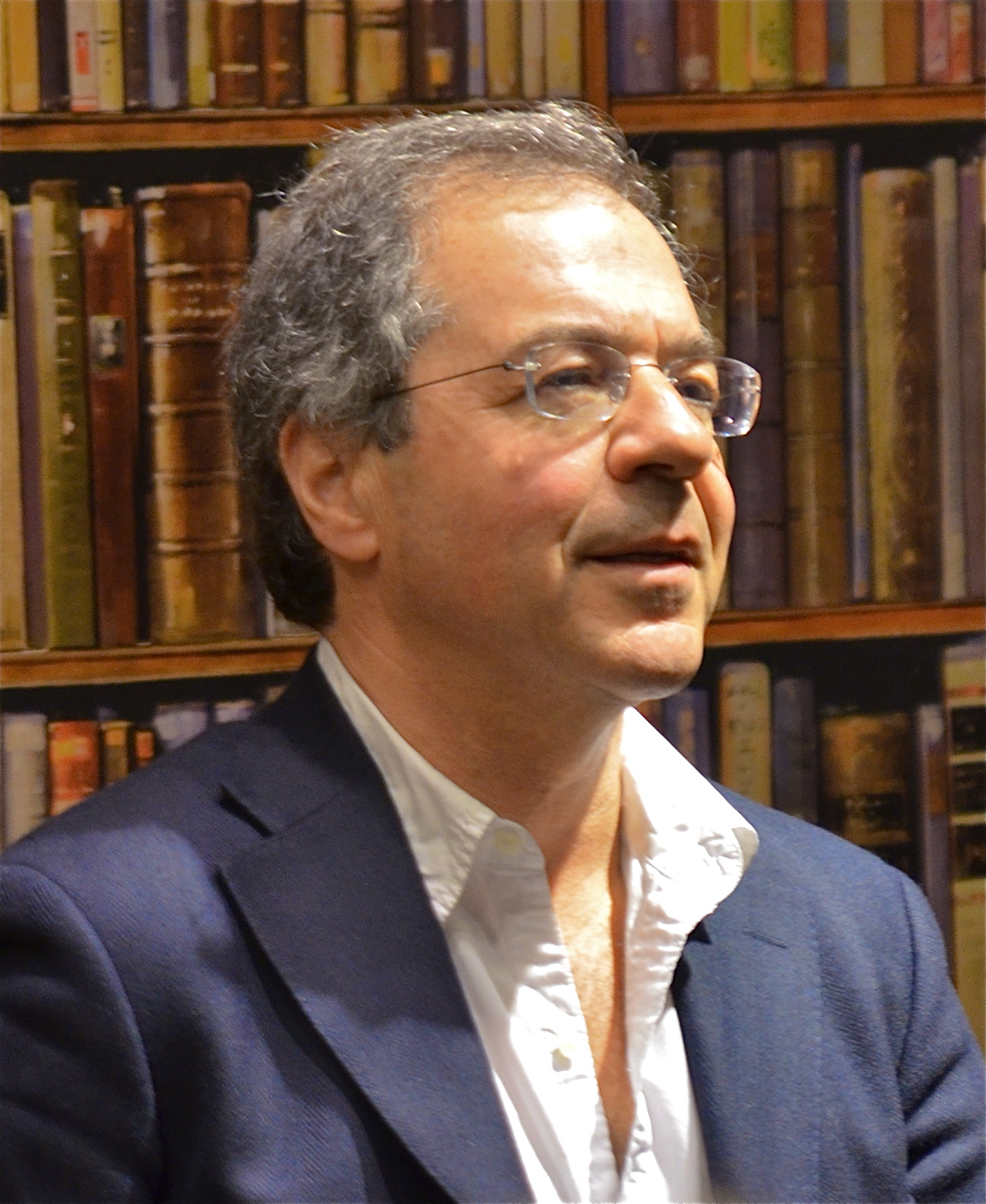
Göran Rosenberg (2012)

Göran Jakob Rosenberg (Södertälje, 11 oktober 1948) is een Zweedse journalist en auteur. Hij is de zoon van David en Hala Rosenberg uit Łódź in Polen. Zijn ouders kwamen naar Zweden als overlevenden van de Holocaust.
In 1962 pleegde zijn vader zelfmoord en samen met zijn moeder vertrok Rosenberg naar Israël, waar hij naar school ging. Na een aantal jaren keerden hij en zijn moeder terug naar Stockholm.
Rosenberg kreeg ook in Nederland bekendheid door een kritisch boek dat hij na zijn vertrek uit Israël schreef over het zionisme. Het boek, Het verloren Land, is te omschrijven als een politieke autobiografie en beschrijft het ontstaan van het zionisme en de successen en teleurstellingen die de verwerkelijking daarvan hebben opgeleverd.
Zijn boek A Short Stop on the Road from Auschwitz (Bonniers 2012), werd in 2012 beloond met de Zweedse Augustprijs voor het beste boek van het jaar. Rosenberg noemt het geen 'Auschwitzboek'. Hij probeert, als kind van zijn vader met wie hij in gesprek gaat, de weg van zijn vader die als overlevende uit Auschwitz naar Stockholm voert, terug te vinden.
Rosenberg werkte bij de Zweedse radio en televisie, waar hij een actualiteitenrubriek presenteerde. In 1990 richtte hij het tijdschrift Moderna Tider op, waarvan hij tot 1999 hoofdredacteur was. Van 1991 tot 2011 was hij columnist van het dagblad Dagens Nyheter. Hij heeft een eredoctoraat aan de Universiteit van Göteborg.

## Werk
- Göran Rosenberg, Het verloren land, een geschiedenis van Israël, Atlas Amsterdam/Antwerpen 2000
- Göran Rosenberg, A Short Stop on the Road from Auschwitz, Bonniers 2012